# 笑わず嫌い王決定戦
「笑わず嫌い王決定戦」（わらわずぎらいおうけっていせん）は、フジテレビのバラエティ番組『めちゃ²イケてるッ!』の中の人気演芸コーナーで、原則として年に1回冬頃に開催される。正式なタイトルは「偽・笑わず嫌い王決定戦」（ただし生放送の第7回は別タイトル。詳しくは後述）

## 概要
本コーナーは同じフジテレビのバラエティ番組『とんねるずのみなさんのおかげでした』の人気コーナー「新・食わず嫌い王決定戦」がモチーフとしている。ルールは2人の芸能人が司会の岡村隆史・矢部浩之とそれぞれ組み（第7回は除く）、それぞれ大好きなお笑い4組と大嫌いなお笑い1組(ただし、ほとんどのゲストは芸人の「ここが嫌い」という理由がほとんどである)を選び、順番にネタを披露させ、どのお笑いがそれぞれの嫌いな芸人かを当てる。スタジオセットも本家「食わず嫌い」の2代目セットと同様の物で収録し、ナレーションも本家と同様に牧原俊幸アナウンサーが担当している。
なお本家「食わず嫌い」とは異なり、嫌いな芸人を当てる勝負はそれほど大きな意味を持たず（嫌いな理由も定かではない場合がある）、純粋にネタを楽しむことを主眼としたコーナーである。収録は毎回深夜まで長引き（生放送の第7回、第10回は除く）、長時間待たされる出場芸人（特に若手）は相当な緊張に包まれる。第4回に出演したおぎやはぎが後に語った所に寄ると、2人の出番直前に登場した月亭可朝が5～6時間も待たされた事に腹を立て、ネタ（落語）を一切やらずに短時間で出番を終わらせてしまい、現場が最悪の空気に包まれた事もあったという。
芸歴30年以上の大御所芸人、最近はバラエティ中心でコントはあまり見られなくなった芸人、知名度はないがこれから期待の若手芸人が一堂に会することから「もうひとつの爆笑ヒットパレード」とも言われるほど業界関係者も注目するコーナーであり、実際にこのコーナーからはおぎやはぎ、劇団ひとり、テツandトモ、ダンディ坂野、レギュラー、カンニング、ホリ、ペナルティ、ネゴシックス、長州小力、バナナマン、夙川アトム、フルーツポンチ、なかやまきんに君、とろサーモンといった芸人が世に輩出されていった。
第1回「笑わず嫌い王決定戦」を開催するにあたって、岡村隆史は石橋貴明に企画説明とその理解を得るために連絡した際に、石橋から「どうぞやってくれ」と快く許可を貰ったことを明かした。『FNS27時間テレビ めちゃ2オキてるッ! 楽しくなければテレビじゃないじゃ～ん!!』内に放送された第7回「生・笑わず嫌い王決定戦」では、本家のとんねるずも出演。
1998年に第1回が放送されて以降不定期に行われ、その後2002年より毎年2・3月頃に放送されるのが恒例となったが、2006年以降は行わなくなった。この理由について矢部は、3年ぶりに復活した第9回（2008年）の冒頭にて「開始当初はテレビで芸人がネタ見せを行える機会が少なかったため目新しい企画だったが、最近（2000年代初頭）は他にもネタ見せ番組が増加したため、やる必要がなくなった」と説明している。
本家にならって試食（ネタ披露）の際は画面を分割し、芸人のネタとナインティナイン・ゲストのリアクションを子画面で表示する。そのためネタを全画面で見ることはできない。2006年12月1日から番組がハイビジョン化されたが、2008年3月の第9回でも従来のままであった。
2005年8月20日に第1回から第8回までの総集編が歴史絵巻風に放送された。ナレーションは、試食立会人の牧原俊幸。これは同じ牧原アナがナレーションを勤めた1990年放送の深夜番組『カノッサの屈辱』のパロディではないかと思われる。

## 対戦結果
対戦カードの名前は矢部チーム vs 岡村チームの順に、芸人は「めちゃイケ大百科事典」に沿って、番組冒頭に紹介された順に表記。しかし第1回、第3回、第7回は先攻後攻が逆になっている。また、芸人登場時の出囃子は『オレたちひょうきん族』レギュラーは「ウィリアム・テル序曲」、吉本印天然素材出身芸人は「No Limit」、さまぁ〜ずはTUBEの「SUMMER CITY」を使用している。

### 第1回
- 1998年6月13日放送、草彅剛 vs 香取慎吾

〈出演芸人〉
草彅剛
- せんだ光雄
- ジョーダンズ
- パイレーツ
- 春一番
- <アフリカマン（濱口優）>黒人差別の影響でオンエアされず。

嫌いな芸人はせんだ光雄。理由は「エライ、エライ」と連発しているが、特にそう思ったことはないから。
香取慎吾
- 松本ハウス
- ダチョウ倶楽部
- 林家ペー・パー子
- エスパー伊東
- 西川のりお（のりお・よしお）

嫌いな芸人はダチョウ倶楽部。理由は寺門ジモンの無駄な筋肉が嫌いだから。
草彅剛の勝利。

### 第2回
- 1999年8月21日放送、飯島直子 vs 研ナオコ

〈出演芸人〉
飯島直子
- 村上ショージ
- 藤井隆
- いつもここから
- 極楽とんぼ
- コージー冨田

嫌いな芸人は藤井隆。理由は本当のオカマではないから。
研ナオコ
- 電撃ネットワーク
- 海原はるか・かなた
- バカルディ
- 昭和のいる・こいる
- みつまJAPAN'（当時は「みつまJAPAN」）

嫌いな芸人はみつまJAPAN。理由は可愛すぎるから。
研ナオコの勝利。

### 第3回
- 2000年11月4日・18日放送、釈由美子 vs 久本雅美

〈出演芸人〉
釈由美子
- DonDokoDon
- 鉄拳
- なかやまきんに君
- 間寛平（&池乃めだか）
- さまぁ〜ず（バカルディ改め）

嫌いな芸人は鉄拳。理由は本当はいつもここからを呼びたかったが間違えて鉄拳を呼んでしまったから。
久本雅美
- 雨上がり決死隊
- あした順子・ひろし
- 山崎邦正
- 梅垣義明
- テント

嫌いな芸人は山崎邦正。理由は本人は可愛いと思っているが、可愛くないから。
釈由美子の勝利。

### 第4回
- 2002年2月2日放送、加藤晴彦 vs ユースケ・サンタマリア

〈出演芸人〉
加藤晴彦
- くりぃむしちゅー（海砂利水魚改め）
- テツandトモ
- おぎやはぎ
- レツゴー三匹

嫌いな芸人はくりぃむしちゅー。理由はクリームシチュー派よりもビーフシチュー派だから。
ユースケ・サンタマリア
- 中川家
- 月亭可朝
- さまぁ〜ず
- ミスターマッスル

嫌いな芸人はさまぁ〜ず。理由は大竹一樹がだてメガネだから。
加藤晴彦の勝利。

### 第5回
- 2003年2月15日・3月1日放送、つんく♂ vs 井筒和幸

〈出演芸人〉
つんく♂
- FUJIWARA
- 横山ホットブラザーズ
- カンニング
- ピンクの電話

嫌いな芸人はピンクの電話。理由はあの声（清水よし子の甲高い声）を聞くと音感が狂いそうだから。
井筒和幸
- マギー審司
- さまぁ〜ず
- ふかわりょう
- ダンディ坂野

嫌いな芸人はふかわりょう。理由は無駄に学歴が高く、慶應義塾大学卒のボンボン芸人であることが気に入らないから。
つんく♂の勝利。

### 第6回
- 2004年2月14日・21日放送、和田アキ子 vs 磯野貴理子

〈出演芸人〉
和田アキ子
- 品川庄司
- ホリ
- 青空球児・好児
- アンタッチャブル
- 木村祐一

嫌いな芸人は品川庄司。理由は品川祐の顔が不細工だから。
磯野貴理子
- 笑い飯
- 劇団ひとり
- レギュラー
- ペナルティ
- ネゴシックス

嫌いな芸人は劇団ひとり。理由は急にジャニーさんとか言って、ドキッとさせるから。
磯野貴理子の勝利。

### 第7回
- 2004年7月24日（FNS27時間テレビ内放送）放送、石橋貴明・中居正広 vs 木梨憲武・ナインティナイン

〈出演芸人〉
石橋貴明
- さまぁ〜ず
- おぎやはぎ
- あした順子・ひろし
- 山本圭壱

嫌いな芸人は山本圭壱。理由は女と別れるとき後腐れを残し、体がケモノ臭く、石橋の奥さん（鈴木保奈美（当時））に嫌われているから。
木梨憲武
- くりぃむしちゅー
- ペナルティ
- 笑い飯
- B-21 SPECIAL

嫌いな芸人はB-21 SPECIAL。理由は3人組（トリオ）だから。
本家のパロディー企画を本家のレギュラー出演者がゲストで出場するのは異例といえる。
ペナルティと山本圭壱の出演の合間にとんねるずが「貴明&憲武」（とんねるず命名前のコンビ名）としてネタを披露した。内容はデビュー当時のギャグ（「時代を先取る、ニューパワー!」等）とものまねのショートコント。これは港浩一がカンペで指示を出したため実現した。
また、さまぁ〜ずの三村マサカズが笑い飯のツッコミ役としてアドリブでネタを披露した。トリオ名は「三村飯」。なお、さまぁ〜ずは日本テレビ「24時間テレビ 「愛は地球を救う」」のTシャツを持ち込んでコントを行った。
木梨憲武・ナインティナイン組の勝利。

### 第8回
- 2005年2月19日・26日放送、（お笑い大好きジャニーズ対決）堂本剛 vs 国分太一

〈出演芸人〉
堂本剛
- バッファロー吾郎
- 次長課長
- 大木こだまひびき
- とろサーモン
- たむらけんじ

嫌いな芸人は次長課長。理由は（ネタ中に使用した）血のりが無駄だったから。
国分太一
- アンガールズ
- 南海キャンディーズ
- 長州小力
- バナナマン
- マイナスターズ（=さまぁ〜ず）

嫌いな芸人はアンガールズ。理由はなよなよしているところが我慢ならないから。
堂本剛の勝利。

### 第9回
- 2008年3月1日・8日放送、（幸せ主婦対決）小池栄子 vs 千秋

〈出演芸人〉
小池栄子
- TKO
- フルーツポンチ
- 夙川アトム
- 清水ミチコ
- ナイツ

嫌いな芸人は清水ミチコ。理由は似ていないモノマネもレパートリーの中に入れているから。
千秋
- COWCOW
- 小籔千豊
- 土肥ポン太
- キングオブコメディ[注釈 2]
- 林家木久扇

嫌いな芸人は小籔千豊。理由は顔が長すぎるから。
千秋の勝利。

### 特別編
- 2012年1月1日（第45回爆笑ヒットパレード2012内放送）放送、雨上がり決死隊 vs さまぁ〜ず

過去の笑わず嫌い王を振り返るボードにFNS27時間テレビ (2004年)のときに出ていた山本圭一には「山●●●」と表記された。また、コンビで出演したのは極楽とんぼとそのまま表記された。
〈出演芸人〉
雨上がり決死隊
- 友近
- プラスマイナス
- 宮川大助・花子

嫌いな芸人は不明。プラスマイナス以外のどちらかである。
さまぁ～ず
- ロバート
- 劇団ひとり
- X-GUN

嫌いな芸人は劇団ひとり。理由は寿司の早食いなどするから。
すべての出演が終了した後、さまぁ～ずがネタを披露した。事前に打ち合わせが無かったため、即興での披露となった。ネタの内容は第3回出演時と同様の「大竹一樹の美容室」である。また、雨上がり決死隊も同様にネタを要求されるが、放送時間の都合上、取り止めとなっている。
雨上がり決死隊の勝利。

## エピソード
- 岡村隆史は毎回出場芸人のギャグを真似たり、一緒になってネタに参加することがある（テツandトモの「なんでだろう」、ダンディ坂野の「ゲッツ」、レギュラーの「あるある探検隊」など）。また第8回ではトラジ・ハイジのダンスに参加した。ダンスを踊ったのは堂本剛のほうで、コンビ名は「ハイジ・オヤジ」。踊る前、堂本は不満そうな顔だったのが踊っているうちにどんどん笑顔になって、国分と踊るよりも張り切って踊っていた。対照的に国分はどんどん不満そうな顔になっていった。
- このコーナーで注目を集めた芸人が、めちゃイケの別の企画に出演した例が非常に多く、それが芸人のブレークを後押ししている。特に「恋のかま騒ぎ」、「やべっち寿司」（西山喜久恵アナが同席することが多い）、「シンクロナイズドテイスティング」といった若手芸人枠が設けられているコーナーにはよく登場する。
- 逆に2005年の大木こだま・ひびきは、矢部浩之オファーしちゃいましたシリーズ（1月8日放送）に登場し、この時アドリブで発したギャグ「チッチキチー」が強烈なインパクトを放ったことから、笑わず嫌いへの出場につながった。
- 西川のりおが登場した際は、ネタ披露ではなく、自身のギャグをやりながら、マイクスタンドを振り回し、机に叩きつけるなどし、皿やグラスを破り、暴れまわったため強制退場となった。ナインティナインや草彅剛が呆気にとられて言葉を失う中で、香取慎吾だけ大笑いした後に感動していた。
- 第7回ではネプチューンが笑わず嫌いへの出演と聞かされ、この日のために新ネタも卸してきていたが、実際はFNS27時間テレビ内のマジオネアの出演のために呼ばれていたドッキリだったため出演は無かった。ネプチューンは「B-21とトリオ対決」と聞かされていた。
- お笑い芸人のテントを登場させる際に誰も連絡先を知らずに苦労したが、『やべっち寿司』で天海祐希が来た際に、天海がテントの連絡先を知っていることが判明した[注釈 3]。
- さまぁ〜ずは第2回に「バカルディ」名義で初出場してからは、第6回[注釈 4]と第9回を除いた全ての回に出演しており、何故か毎回優勝を狙う[注釈 5]などしてかなり気合を入れてこの番組に臨んでいた（特に三村）。
- あした順子・ひろしで、順子がひろしの首を掴み、一回転させて投げ飛ばした際に周囲が驚き、悲鳴があがり、ゲストやナインティナインも驚いていたが、ひろしはさりげなく受け身を取っているので無傷だった。
- 2004年の『27時間テレビ』では、本家のとんねるずがゲストであり、とんねるずもネタを披露した。
- 第9回ではサンドウィッチマンの出演が予定されていたが、M-1グランプリで優勝したことにより知名度が上がったため、出演が取りやめになったという経緯があった事を、2007年12月27日放送の「ナインティナインのオールナイトニッポン」内で岡村が述べている。実際の放送ではナイツの登場時にM-1の敗者復活戦でサンドウィッチマンに惜敗したことが紹介された。
- 土肥ポン太など関西で活動する事が多い芸人はオールザッツ漫才でのネタが注目されて出場していた。